# Linea aspera
De linea aspera is een longitudinaal georiënteerde richel aan de achterkant van het dijbeen waaraan verschillende spieren van de dij vastzitten. Het bestaat uit mediale en laterale lippen, die divergeren aan zowel de superieure als de inferieure uiteinden.

## Geschiedenis en etymologie
In het Latijn betekent linea "lijn" en aspera betekent "ruw".

## Aanhechtingen
Laterale en mediale intermusculaire septa
- Musculus pectineus
- Musculus adductor minimus
- Musculus adductor brevis
- Musculus adductor longus
- Musculus adductor magnus (gedeelte)
- Musculus biceps femoris (Caput brevis of korte kop)
- Musculus Vastus lateralis
- Musculus Vastus medialis

## Relaties

### Superieure voortzetting
Superieur, de mediale lip loopt door met de spiraallijn en de laterale lip loopt door met de gluteale tuberositas. Het centrale aspect van de linea aspera, tussen de mediale en laterale lippen, loopt superieur door met de pectineale lijn.

### Inferieure voortzetting
Inferieur gaan de mediale en laterale lippen verder als respectievelijk de mediale en laterale supracondylaire lijnen. De mediale en laterale supracondylaire lijnen vormen de laterale randen van de fossa poplitea.

## Variante anatomie
Er zijn vier belangrijke anatomische varianten op basis van de afstand tussen de mediale en laterale lippen over de lengte van de linea aspera:
- type 1 (parallel): overal gelijke afstand tussen de mediale en laterale lippen
- type 2 (concaaf): breedste afstand tussen de mediale en laterale lippen aan de proximale en distale uiteinden, smalste afstand in het midden
- type 3 (convex): breedste afstand tussen de mediale en laterale lippen in het midden, smalste afstand aan de proximale en distale uiteinden
- type 4 (variform): afstand tussen de mediale en laterale lippen overal variabel (meest voorkomende type)

## Ontwikkeling
De linea aspera is afwezig in de kindertijd, verschijnt rond de puberteit en neemt in de volwassenheid toe in omvang.